# 斯托格尼伊
50°22′9″N 35°56′35″E / 50.36917°N 35.94306°E
斯托赫尼伊（烏克蘭語：Стогнії）是位於烏克蘭東部的村莊，由哈爾科夫州博霍杜希夫區的佐洛奇夫市鎮負責管轄。該村始建於1700年，面積0.36平方公里，海拔高度165米，2001年人口95，人口密度每平方公里261.7人。